# Xyleborus
Xyleborus — рід лишайників родини стереокаулонові (Stereocaulaceae). Назва вперше опублікована 2007 року.

## Класифікація
До роду Xyleborus відносять 2 види:
- Xyleborus nigricans — знайдений на деревині сосни в Північній Кароліні, США.
- Xyleborus sporodochifer — знайдений на деревині дуба в Міссурі, США.